# BlueJ
BlueJ é um ambiente de desenvolvimento integrado para desenvolvimento Java. Foi desenvolvido principalmente para iniciação na programação orientada a objetos. Foi desenvolvido por Michael Kölling com a intenção de facilitar o ensino e o aprendizado da programação orientada a objetos. Seu design difere significativamente de outros ambientes de desenvolvimento integrado, pois mostra a estrutura do programa em desenvolvimento como um diagrama UML, o que facilita a visualização da modelagem das classes.

## Deixando o BlueJ em português
Se você já possui o BlueJ instalado no seu computador, você pode facilmente mudar sua linguagem de inglês (padrão) para português.
1 — Vá na pasta do seu computador onde o blueJ esta instalado.
2  — Clique na pasta "lib".
3  — Clique no arquivo que seja apenas de leitura chamado "bluej" (nome completo: bluej.defs) (escolha qualquer programa de leitura apenas para mostrar o seu conteúdo, como o bloco de notas).
4  — Você vai fazer a seguinte modificação:

5  — Depois é só salvar e pronto, agora seu BlueJ está em português deixando ainda mais fácil seu uso.
Obs.: Para fazer essa modificação é necessário ser o administrador do computador.